# エリサベト
エリサベト（ヘブライ語: אֱלִישֶׁבַע／ギリシア語: Ἐλισάβετ／ラテン語: Elisabeth／英語: Elizabeth, Elisabeth／ドイツ語: Elisabet, Elisabeth／ロシア語: Елисавета）は、新約聖書の登場人物で、洗礼者ヨハネの母。名前はヘブライ語名エリシェバ（Elišévaʿ）がギリシア語に転訛したもので、エリザベス（英語）、エリザベート、エリーザベト（教会ラテン語、フランス語、ドイツ語など）といったキリスト教圏でポピュラーな女性名の由来である。エリシェバのエリはヘブライ語で「わが神」、シェバは「誓い」「維持」を意味し、エリシェバとは「わが神はわが誓い」「わが神はわが支え」という意味になる。
エリサベトは新共同訳聖書に基づく表記で、他の聖書の表記にはエリサベツ(文語訳・口語訳・新改訳)、エリザヴェタ(正教会訳)などがある。

## 生涯
祭司ザカリアの妻で、夫と共に忠実に律法を守っていた。ザカリアと結婚してから長い間不妊であったが、高齢になってから妊娠して、ヨハネを生んだ。イエスの母マリアとは親類の関係である。マリアが受胎告知を受け、エリサベトを訪問（｢聖母の訪問｣）した時に、エリサベトは聖霊によって、祝福の言葉を述べた。この時の言葉が『アヴェ・マリアの祈り』の中盤部分「あなたは女のうちで祝福されご胎内の御子イエスも祝福されています」の出典である。